# Fort Saint David
Fort Saint David (sovint escrit Fort St. David) fou una fortalesa britànica propera a Cuddalore a uns 160 km al sud de Madras a la costa de Coromandel. Fou comprat per la Companyia Britànica de les Índies Orientals als marathes el 1690. Robert Clive hi fou governador el 1756.
Inicialment era un petit fort construït per un mercader hindú, que va passar als marathes després de la conquesta de Gingi per Sivaji el 1677 i venut als britànics el 1690, primer per temps limitat i després de manera permanent amb les viles i pobles de la rodalia (fins on arribaven els trets de canó fets des del fort, que foren conegudes com "els pobles de les boles de canó" (cannonball villages). Les fortificacions es van reforçar el 1725. El 1746 (i fins al 1752) va esdevenir el quarter general britànic a l'Índia del sud després de l'ocupació francesa de Madras per Mahé de La Bourdonnais, i dos atacs intentats per Dupleix foren rebutjats. Finalment els francesos dirigits per Lally el van ocupar el 1758, però el van evacuar el 1760 davant Sir Eyre Coote. El 1782 el van ocupar altre cop i el van restaurar podent rebutjar un atac britànic del general Stuart el 1783, però per la pau de 1785 va retornar als britànics.